# بلدة جيرمفاسك (ميشيغان)
جيرمفاسك (بالإنجليزية: Germfask Township, Michigan)‏ هي بلدة تقع بولاية ميشيغان في الولايات المتحدة. تبلغ مساحتها 185.6 (كم²)، وترتفع عن سطح البحر 210 م، بلغ عدد سكانها 491 نسمة في عام تعداد الولايات المتحدة 2000 حسب إحصاء مكتب تعداد الولايات المتحدة وتصل الكثافة السكانية فيها 2.8 نسمة/كم2.

## وصلات خارجية
- The US50 - Cities and Towns in Michigan State
- Michigan Cities and Towns, Facts, Map, Flag, Colleges, Government, and More